# 長脂瘋鱨
長脂瘋鱨（学名：Tachysurus adiposalis）为輻鰭魚綱鯰形目鲿科瘋鱨属的鱼类，是中国和台灣的特有物种。分布于中國的西江、福州以及台湾的淡水河等水系。该物种的模式产地在台湾淡水河。